# وي كونكت 24

شعار الخدمة

وي كونكت 24 (بالإنجليزية: WiiConnect24)‏ هي أحد ميزات جهاز وي تم الإعلان عنها للمرة الأولى في معرض إي ثري عام 2006 من قبل نينتندو.
وهذه الميزة تمكن بعض ميزات النظام من العمل أثناء وجود النظام في وضع الانتظار (Standby mode)، مثلاً من الممكن أن يزور صديق ما جهاز صديق آخر ويترك له رسالة بدون أن يوجد هذا الصديق.

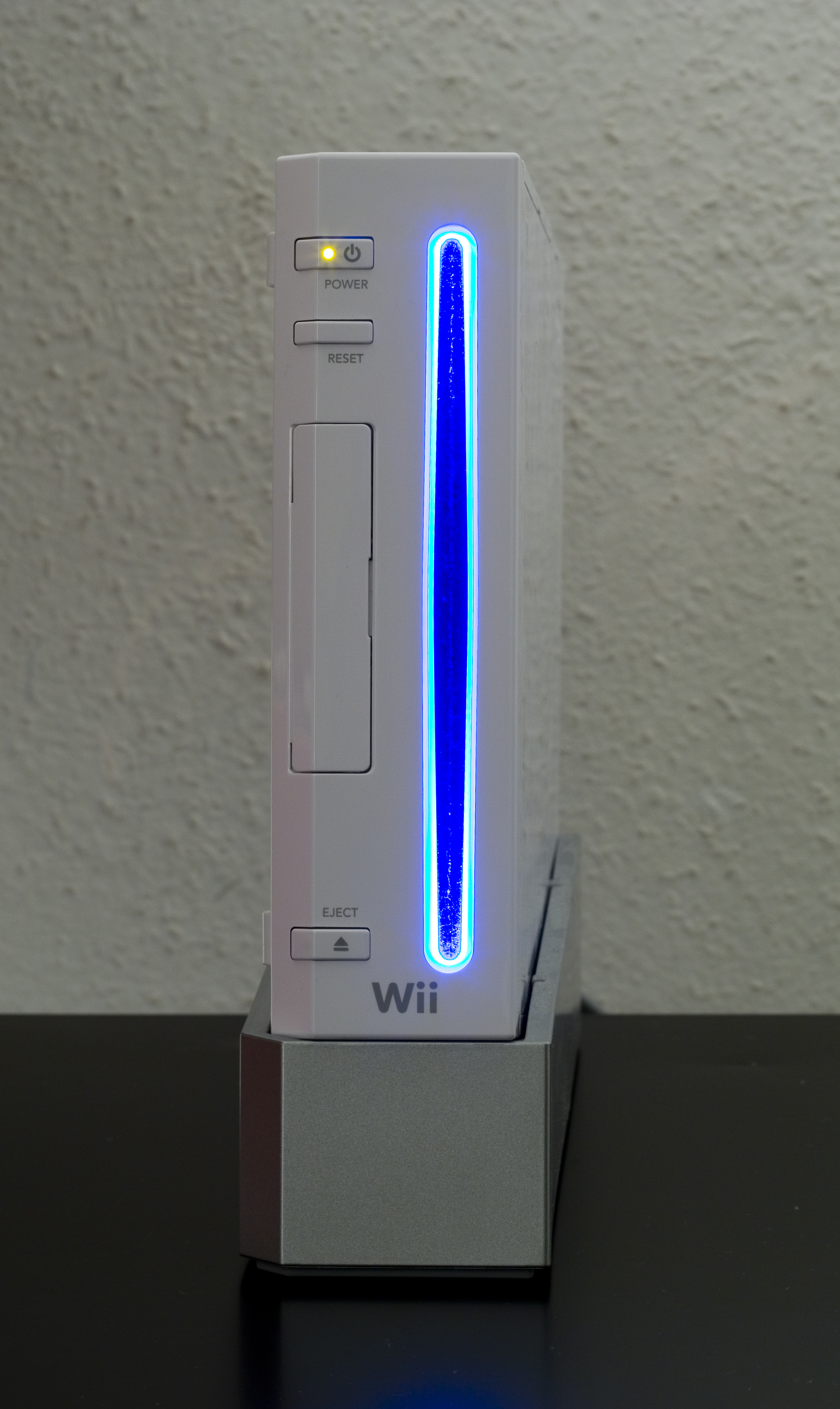
جهاز وي في وضع الانتظار و رسالة تم استقبالها.